# リカルド・ペラエス
リカルド・ペラエス・リナレス（Ricardo Peláez Linares、1964年3月14日 - ）は、メキシコの元サッカー選手。元メキシコ代表。ポジションはフォワード。

## 来歴
1989年にメキシコ代表デビュー。1996 CONCACAFゴールドカップでは全4試合に出場し優勝した。1998 FIFAワールドカップではグループステージで、韓国とオランダ戦で得点を決めた。1999年までに43試合に出場、16得点をあげた。

## 代表歴

### 出場大会
- メキシコ代表
  - 1998 FIFAワールドカップ

### 試合数
- 国際Aマッチ 43試合 16得点（1989年-1999年）[1]

| メキシコ代表 | 国際Aマッチ | 国際Aマッチ |
| 年           | 出場        | 得点        |
| ------------ | ----------- | ----------- |
| 1989         | 1           | 4           |
| 1990         | 5           | 2           |
| 1991         | 3           | 0           |
| 1992         | 0           | 0           |
| 1993         | 1           | 0           |
| 1994         | 0           | 0           |
| 1995         | 1           | 0           |
| 1996         | 14          | 6           |
| 1997         | 8           | 0           |
| 1998         | 9           | 4           |
| 1999         | 1           | 0           |
| 通算         | 43          | 16          |